# Atherigona ochracea
Atherigona ochracea este o specie de muște din genul Atherigona, familia Muscidae, descrisă de Deeming în anul 1981. Conform Catalogue of Life specia Atherigona ochracea nu are subspecii cunoscute.